# Bernhard Emunds

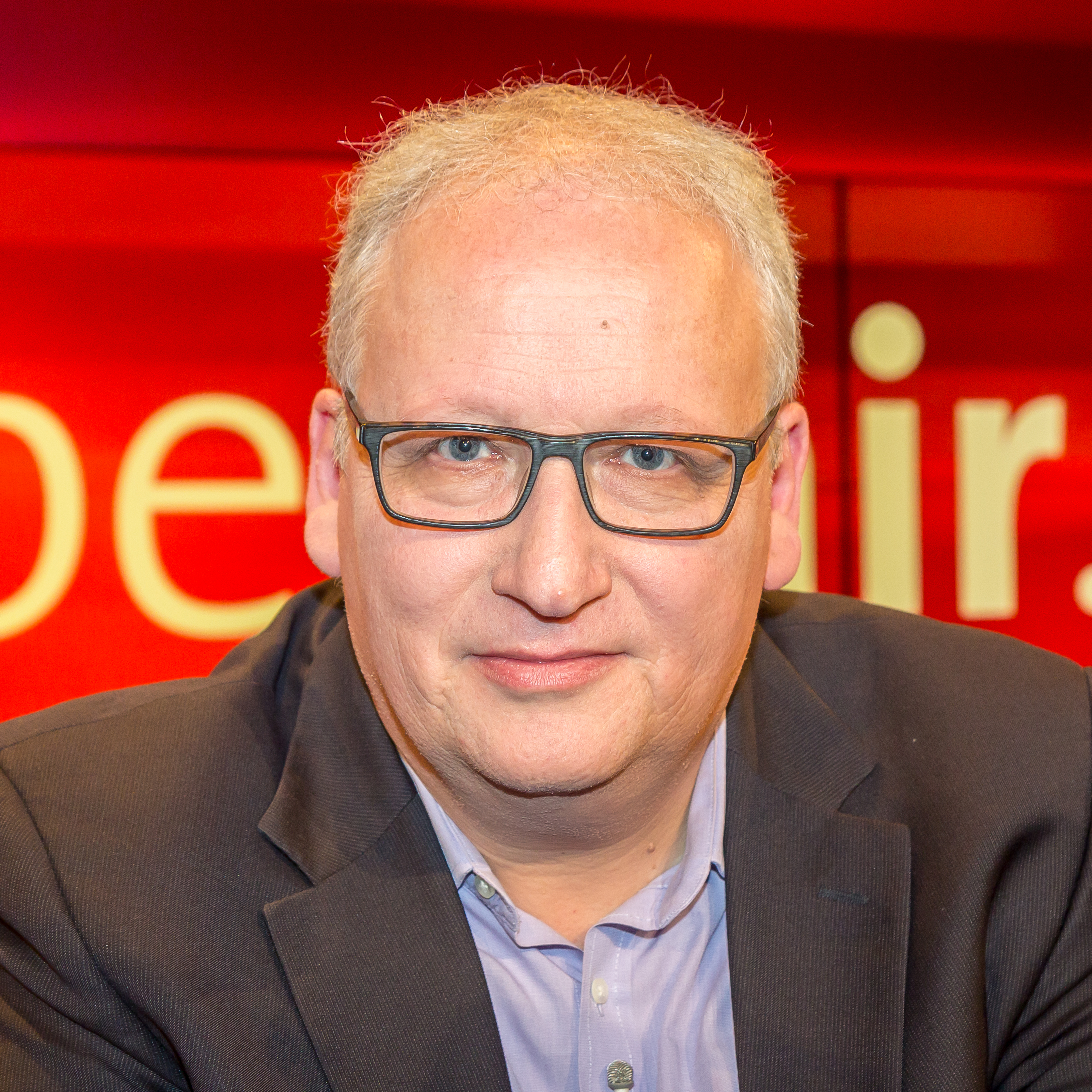
Bernhard Emunds, 2017

Bernhard Emunds (* 11. September 1962 in Aachen) ist ein deutscher römisch-katholischer Theologe und Ökonom.

## Leben
Nach seiner Schulzeit in Aachen studierte Emunds von 1982 bis 1988 Katholische Theologie und Geschichte in Bonn, Paris und zuletzt an der Philosophisch-Theologischen Hochschule Sankt Georgen in Frankfurt am Main. Von 1989 bis 1993 studierte Emunds Volkswirtschaftslehre an der Universität Frankfurt am Main. Seine Dissertation erfolgte im Jahr 2000 bei Bertram Schefold am Fachbereich Wirtschaftswissenschaften der Goethe-Universität mit der Schrift „Finanzsystem und Konjunktur - Ein postkeynesianischer Ansatz“. Seine Habilitation erfolgte im Jahr 2005 am Fachbereich Katholische Theologie der Universität Münster (Erstgutachter: Karl Gabriel) mit der Schrift „Politische Wirtschaftsethik Grundlagen einer Ethik internationaler Finanzmärkte“.
Emunds ist verheiratet und hat zwei Kinder.
Seit 2006 ist Bernhard Emunds Professor für Christliche Gesellschaftsethik und Sozialphilosophie an der Philosophisch-Theologischen Hochschule Sankt Georgen und Leiter des Oswald von Nell-Breuning-Instituts. Er ist Mitglied im Zentralkomitee der deutschen Katholiken. 2011 unterzeichnete Emunds das Memorandum Kirche 2011: Ein notwendiger Aufbruch.
2018 war er Gründungsmitglied der Bürgerbewegung Finanzwende.

## Forschung
Die Forschungsschwerpunkte von Bernhard Emunds sind Theorie und Ethik der Finanzwirtschaft sowie Ethik der Erwerbsarbeit und des Sozialstaates. Emunds stellte im Juli 2015 auf einer Fachtagung in Berlin die Studie „Wen Kümmert die Sorgearbeit? Gerechte Arbeitsplätze in Privathaushalten“ vor, die er zusammen mit der Sachverständigengruppe Weltwirtschaft und Sozialethik im Auftrag der Kommission Weltkirche der Deutschen Bischofskonferenz erarbeitet hat. Aktuell leitet er mehrere Forschungsprojekte, unter anderem zu den Themen „Ethischen Aspekten der kirchlichen Vermögensanlage in Gewerbeimmobilien“, „Was sollen Banken tun? Zur Bedeutung von Rationalität und Legitimität im Bankensystem“ und „Pflegearbeit in Privathaushalten“.

## Werke (Auswahl)
- Gemeinsam mit Matthias Möhring-Hesse: Die Öko-soziale Enzyklika. Sozialethischer Kommentar zum Rundschreiben "Laudato Si. Über die Sorge für das gemeinsame Haus" von Papst Franziskus. In: Papst Franziskus, Laudato Si. Die Umwelt-Enzyklika des Papstes, S. 219–346, Freiburg im Breisgau: Herder, 2015.
- Gemeinsam mit Hans-Günter Hockerts (Hg.): Den Kapitalismus bändigen. Oswald von Nell-Breunings Impulse für die Sozialpolitik, Paderborn: Ferdinand Schöningh, 2015.
- Politische Wirtschaftsethik globaler Finanzmärkte, Heidelberg: Springer Gabler, 2014.
- Gemeinsam mit Judith Hahn und Matthias Möhring-Hesse (Hg.): Friedhelm Hengsbach, Entgifteter Kapitalismus – faire Demokratie, Texte zur Reform von Kirche, Wirtschaft und Gesellschaft, Ostfildern: Grünewald, 2013.
- Gemeinsam mit Wolf-Gero Reichert (Hg.): Den Geldschleier lüften! Perspektiven auf die monetäre Ordnung in der Krise (Jahrbuch "Die Wirtschaft der Gesellschaft" 1), Marburg: Metropolis, 2013.
- Damit es Oma gutgeht, Westend-Verlag, Frankfurt am Main, 2016.
- (Hg.), Christliche Sozialethik – Orientierung welcher Praxis? (FS Friedhelm Hengsbach), Nomos, Baden-Baden 2018.
- Jenseits Katholischer Soziallehre (Hg., gemeinsam mit Friedhelm Hengsbach und Matthias Möhring-Hesse), Patmos, Düsseldorf 1993.
- Beendet die Ausbeutung in der sogenannten 24-Stunden-Pflege! Ethische Bemerkungen zu Arbeitsverhältnissen in deutschen Pflegehaushalten (Kirche und Gesellschaft Grüne Reihe Nr. 454, hrsg. von der Katholischen Sozialwissenschaftlichen Zentralstelle Mönchengladbach). J. P. Bachem Medien, Köln 2018, ISBN 978-3-7616-3282-6.